# جامعة الكوفة
جامعة الكوفة هي جامعة عراقية بارزة تقع في مدينة الكوفة بالعراق. تأسست في 23 ديسمبر 1987، وكانت تضم في البداية كليتين فقط: تعليم المرأة والطب. والجدير بالذكر أن كلية الطب تأسست قبل حوالي عقد من الزمان وكانت في الأصل تابعة للجامعة المستنصرية. وفي عام 1989 تم إنشاء كلية الآداب مكونة من قسمين فقط: التاريخ واللغة العربية، ثم في عام 1993 تأسست كليات الإدارة والعلوم والهندسة. وفي عام 1997 تم إنشاء كلية الزراعة، ثم كلية الصيدلة في عام 1999، ثم هندسة العمارة عام 2018
وفي عام 2013 انفصل قسم العلوم السياسية عن كلية الحقوق ليصبح كلية مستقلة. تأسست كلية اللغات عام 2014، تلتها كلية الدراسات العليا عام 2017. ونتيجة لذلك، تضم جامعة الكوفة الآن 22 كلية في مختلف التخصصات وتضم 109 أقسام. وتلتزم الجامعة بتحقيق المزيد من الإنجازات من خلال العمل الجاد والتفاني، بهدف زيادة عدد الكليات والأقسام في المجالات المتخصصة التي يطلبها سوق العمل.
حقتت جامعة الكوفة مركز (1204-1400) في تصنيف اكيو إس للجامعات لعام 2024.

## التصنيف العالمي للجامعات
احتل موقع الجامعة uokufa.edu.iq في شهر تموز 2011 المركز الأول بين مواقع الجامعات العراقية ضمن تصنيف Webometrics الإسباني الذي يصنف مواقع الجامعات من حيث معايير الجودة. وسبق أن احتلت المرتبة 6097 من بين 12000 جامعة عالمية تليها جامعة التكنولوجيا التي احتلت المركز 6503 وتسع جامعات عراقية أخرى من بينها جامعات من كردستان بتصنيفات متفاوتة. تحتل جامعة الكوفة الآن المرتبة 2815 عالمياً وهي الجامعة الثالثة على مستوى العراق.

## رؤساء جامعة الكوفة
توالى على رئاسة جامعة الكوفة منذ تأسيسها عام 1987 إلى الآن تسع رؤساء، يبين الجدول التالي اسمائهم وعدد سنوات الخدمة واختصاصاتهم.
| سنوات الخدمة   | أسماء رؤساء الجامعة                    | اللقب العلمي | الاختصاص       |
| -------------- | -------------------------------------- | ------------ | -------------- |
| 1987-1991      | أ.د. يحيى توفيق الراوي                 | استاذ        | جيولوجي        |
| 1991-1995      | أ.م.د. داود سليمان العزيز ظافر         | استاذ        | جراحة عامة     |
| 1995-1995      | أ.د. يحيى توفيق الراوي                 | استاذ        | جيولوجي        |
| 1995-2001      | أ.د. خليل إبراهيم الطيف                | استاذ        | طب بيطري       |
| 2001-2003      | أ.د. نبيل الراوي                       | استاذ        | هندسة كهرباء   |
| 2003-2006      | أ.د. حسن عيسى الحكيم                   | استاذ        | تاريخ          |
| 2011- 2006     | أ.د. عبد الرزاق عبد الجليل العيسى      | أستاذ        | كيمياء حياتية  |
| 2011- 2017     | أ.د. عقيل عبد ياسين حسين الكوفي        | استاذ        | الوراثة الطبية |
| 2017 - 2017    | أ.د. مهدي محمدرضا عبد الصاحب السهلاوي  | استاذ        | كيمياء         |
| 2017 - 2019    | أ.د محسن عبد الحسين عبد الأمير الظالمي | استاذ        | طبيب           |
| 2019 - 2024    | أ.د. ياسر لفتة حسون المنصوري           | استاذ        | طبيب           |
| 2024- إلى الان | أ.د. علاء ناجي المولى                  | استاذ        | تربية          |

## كليات الجامعة
| الكلية                  | العنوان | التأسيس | الاقسام والفروع |
| ----------------------- | ------- | ------- | --- |
| كلية الهندسة            |         |         | |
| كلية التمريض            |         |         | |
| كلية الطب               |         | 1977    | |
| كلية التربية الاسلامية  |         |         | |
| كلية الصيدلة            |         | 1999    | فروع (الصيدلة السريرية , الكيمياء الصيدلانية, العقاقير والنباتات الطبية , الصيدلانيات والصناعة الدوائية , الادوية والسموم , العلوم المختبرية السريرية) |
| كلية الاثار             |         |         | |
| كلية الطب البيطري       |         |         | |
| كلية الزراعة            |         |         | |
| كلية الفقه              |         | 1958    | علوم القران الكريم- الفقه الإسلامي-اللغة العربية-علوم الحديث الشريف                                                                                    |
| كلية طب الاسنان         |         | 2006    | جراحة الفم والوجه والفكين-معالجة الأسنان-صناعة الاسنان-طب وأمراض الفم،-طب أسنان الاطفال-الطب الوقائي                                                   |
| كلية العلوم             |         |         | |
| كلية التربية المختلطة   |         |         | |
| التربية الرياضية        |         |         | |
| كلية الإدارة والقتصاد   |         |         | |
| علوم الحاسوب والرياضيات |         |         | |
| كلية اللغات             |         | 2014    | قسم اللغة ، قسم اللغة الفرنسية ، قسم اللغة التركية ، قسم اللغة الفارسية                                                                                |
| كلية القانون            |         |         | |

## الخطط المستقبلية
تسعى جامعة الكوفة إلى زيادة قدرتها الاستيعابية عبر التوسع افقياً وعمودياً وزيادة عدد الطلبة المقبولين في جميع المراحل وذلك بتوسعة الكليات القائمة عبر زيادة قدراتها الاستيعابية من خلال إضافة القاعات والمختبرات إليها، كما يتم التوسع الافقي من خلال استحداث الاقسام العلمية الجديدة. وستتوسع الجامعة من خلال استحداث عشرة كليات جديدة بواقع كليتين جديدتين كل عام. ويلخص الجدول التالي خارطة الاستحداثات في السنوات الخمس القادمة. في الاقسام العلمية والدراسات العليا والكليات المستحدثة.
|                                | 2009-2010                       | 2010- 2011                        | 2011-212               | 2012-2013                               | 2013-2014            |
| ------------------------------ | ------------------------------- | --------------------------------- | ---------------------- | --------------------------------------- | -------------------- |
| الأقسام العلمية المستحدثة      | 2 قسم، 5 فروع                   | 4 قسم                             | 3 قسم                  | 1 قسم                                   | 1 قسم                |
| الاستحداثات في الدراسات العليا | 7 ماجستير، 2 دكتوراه            | 4 ماجستير، 2 دكتواراه             | 2 ماجستير، 5 دكتوراه   | 1 ماجستير، 2 دكتوراه,1 ما بعد الدكتوراه | 2 ماجستير، 2 دكتوراه |
| الكليات المستحدثة              | اللغة العربية، التربية المختلطة | العلوم السياسية، الصحافة والإعلام | اللغات، الفنون الجميلة | تكلنلوجية الملعلومات، التقنيات الطبية   | علوم الحياة، الكمياء |

## الدراسات العليا
تسعى جامعة الكوفة لتوفير الدراسات العليا في مختلف الاختصاصات المتوفرة حالياً بالجامعة بالإضافة إلى فتح اختصاصات جديدة يحتاج لها سوق العمل العراقي، وهذا الجدول يوضح بعض الإحصائيات عن الدراسات العليا في جامعة الكوفة، حيث بلغ عدد التخصصات الجديدة للعام الدراسي 2008-2009 15 تخصصاً وبلغ المجموع الكلي للتخصصات 34 اختصاص.
| مجموع الدراسات في الجامعة للعام الدراسي 2009-2010=45 | دكتوراة=11 | ماجستير=28   | دبلوم عال=6  |
| مجموع الدراسات في الجامعة للعام الدراسي 2008-2009=44 | دكتوراة=11 | ماجستير=28   | دبلوم عال=5  |
| ---------------------------------------------------- | ---------- | ------------ | ------------ |
| عدد الطلبة المقبولين للعام 2009-2010=309             | دكتوراة=78 | ماجستير=189  | دبلوم عال=42 |
| عدد الطلبة المقبولين للعام 2008-2009=240             | دكتوراة=60 | ماجستير=141  | دبلوم عال=39 |
| عدد الطلبة المقبلوين في العام الدراسي 2007-2008=176  | دكتوراة=34 | ماجستير=108  | دبلوم عال=34 |
| عدد الطلبة الخريجين في العام الدراسي 2009-2010=50    | دكتوراة=11 | ماجستير=39   | دبلوم عال=0  |
| عدد الطلبة الخريجين للعام 2006-2007=213              | دكتوراة=32 | ماجسستير=150 | دبلوم عال=41 |

## المراكز والوحدات التابعة للجامعة
1. مركز البحث والتأهيل المعلوماتي النجف - شارع الكوفة - الموقع الدائم لرئاسة جامعة الكوفة (المدينة الجامعية) - بناية المكتبة المركزية.
2. مركز دراسات الكوفة النجف - كلية العلوم السياسية.
3. مركز التعليم المستمر النجف - شارع الكوفة - الموقع الدائم لجامعة الكوفة (المدينة الجامعية) - مبنى كلية العلوم

## وصلات خارجية
- https://uokufa.edu.iq